# Nospitz
Il Nospitz con 2.091 m s.l.m. è una montagna della Catena del Reticone nelle Alpi Retiche occidentali. Si trova nel comune di Vaduz.